# Соня Уолгър
Соня Уолгър (на английски: Sonya Walger) (родена на 6 юни 1974 г.) е британска актриса. Най-добре позната е като Пени Уидмор в сериала „Изгубени“ и Оливия Бенфърд в „Поглед в бъдещето“.

## Личен живот
През юли 2009 г. се омъжва за сценариста и продуцент Дейви Холмс. Двамата живеят в Лос Анджелис. На 14 февруари 2013 г. тя ражда дъщеря си – Били Роузи Холмс. На 23 май 2013 г. Уолгър получава американско гражданство.